# Active Duty
Active Duty è un album del rapper statunitense MC Hammer, pubblicato nel novembre del 2001 a seguito degli attentati dell'11 settembre. Hammer donò parte dei guadagni alle organizzazioni di beneficenza nate in seguito agli attentati. Il disco, dai toni patriottici, non ebbe però un successo di rilievo.

## Tracce
1. No Stoppin' Us (USA)
2. Pick It Up
3. Our Style
4. Pop Yo Collar
5. A Soldier's Letter
6. What Happened To Our Hood
7. It's All Love
8. Bump This
9. Not Like This
10. Spittin' Fire
11. Don't Be Discouraged
12. I Don't Care
13. Who's Holdin' It
14. Cali
15. Night Show
16. Where Will I Go
17. Bay Livin'
18. Broken Vessle
19. Why Do You Wanna Take Mine